# 아리랑 151
조선민주주의인민공화국의 두번째 스마트폰 종류인 아리랑151 스마트폰으로 특히 성능으로 따지자면 거의 삼성전자의 삼성 갤럭시 S II에서 삼성 갤럭시 S III의 수준까지 견줄 수 있는 수준의 스마트폰이다.

## 모델
기본 모델인 아리랑 151과 보급형인 아리랑 152등이 있음을 알수가 있다.

## 디자인
5인치 풀터치 스크린을 채용하여 특히 스마트폰의 기본이라고 할 수 있는 수준에 올라서있는 상태이며 특히 조선민주주의인민공화국은 이런 디자인을 OEM 생산을 하였음을 알수가 있다는 것을 알수가 있다.

## 안드로이드 운영체제

### 안드로이드 4.4.2 킷캣
안드로이드 OS 안드로이드 4.4.2 킷캣을 탑재하여 출시하였다.

## 나의 길동무 4.1 앱스토어
조선민주주의인민공화국에서는 원래는 봉사 시장이라는 오픈 마켓을 이용하였으나 2017년부터 나의 길동무 4.1 서비스를 시작하여 특히 나의 길동무라는 서비스를 이용하여 외국 도서 및 전문 도서와 특히 조선민주주의인민공화국 및 러시아, 인도 영화도 시청할 수 있는 것으로 확인이 되고 있다.
그리하여 150여개의 온라인 게임과 전문 도서 및 외국 도서 1,500여권, 900편이 넘는 조선민주주의인민공화국 및 동구권 영화외 동영상, 669곡의 화면 반주 음악을 구성하고 있다.

## 아리랑 151 데이터 서비스
고려링크에서 전문적으로 판매하는 것으로 특히 아리랑 151 스마트폰등 많은 스마트폰에 데이터 서비스를 하여 특히 광명망으로 조선중앙통신이나 혹은 로동신문 등  신문을 보거나 혹은 류경 오락장 사이트에서 온라인 게임을 하거나 만방 동영상 서비스를 이용할 수 있다.
그리고 현재는 아리랑 151은 회피앱을 가지고 조선민주주의인민공화국의 금지 도서나 혹은 금지 동영상을 볼 수 있도록 조치를 해놓을 수 있도록 하였다는 말이 있을 정도로 자주 거래가 되고 있음을 알수가 있고 특히 조선민주주의인민공화국의 앱이나 혹은 동영상과 함께 회피앱으로 블루투스를 통하여 공유가 되고 있다.
특히 만수대 TV에서 직접 운영하는 사이트인 목란비디오에서 미국 애니메이션과 특히 쿠바, 동구권 영화 및 인도 영화를 동영상 파일을 통하여 스마트폰으로 데이터 서비스로 다운로드 받아서 시청할 수 있도록 조정을 하고 있어서 서비스가 많이 개방이 되어 있다.